# Félix de Santos
Félix de Santos y Sebastián (Matapozuelos, 1874-Barcelona, siglo XX) fue un músico y profesor español.

## Biografía
Nació el 29 de julio de 1874 en la localidad vallisoletana de Matapozuelos. Ciego desde niño, si bien más adelante, entrada la treintena, recuperó la visión gracias a una operación, tocaba la mandolina, además de otros instrumentos de cuerda y viento, y fue autor de diversas obras relacionadas con la música. Félix de Santos, cuya esposa murió hacia comienzos de la década de 1930, falleció en Barcelona, según la fuente en 1939 o en 1946.